# Тур WTA 2006
WTA Tour — престижний тенісний турнір, що організовується Жіночою тенісною асоціацією.

## Січень
| Тиждень            | Турнір                                                     | Кат.          | Переможець                               | Фіналіст            | Півфіналісти                        | Чвертьфіналісти                                                          |
| ------------------ | ---------------------------------------------------------- | ------------- | ---------------------------------------- | ------------------- | ----------------------------------- | ------------------------------------------------------------------------ |
| 2 січня            | MAW Hardcourts Голд Кост, Австралія                        | III кат.      | Луціє Шафарова 6-3, 3-6, 7-5             | Флавія Пеннетта     | Дінара Сафіна Мартіна Хінгіс        | Патті Шнідер Анабель Медіна Гаррігес Тетяна Головін Нуря Ллагостер Вівес |
| 2 січня            | MAW Hardcourts Голд Кост, Австралія                        | III кат.      | Сафіна / Шоннесі 6-2, 6-3                | Блек / Стаббс       | Дінара Сафіна Мартіна Хінгіс        | Патті Шнідер Анабель Медіна Гаррігес Тетяна Головін Нуря Ллагостер Вівес |
| 2 січня            | ASB Classic Окленд, Нова Зеландія                          | IV кат.       | Маріон Бартолі 6-2, 6-2                  | Віра Звонарьова     | Надія Петрова Даніела Гантухова     | Крістіна Бранді Юлія Шруфф Марія Кириленко Тзіпора Обзілер               |
| 2 січня            | ASB Classic Окленд, Нова Зеландія                          | IV кат.       | Лиховцева / Звонарьова 6-3, 6-4          | Луа / Стрицова      | Надія Петрова Даніела Гантухова     | Крістіна Бранді Юлія Шруфф Марія Кириленко Тзіпора Обзілер               |
| 9 січня            | Medibank International Сідней, Австралія                   | II кат.       | Жустін Енен 4-6, 7-5, 7-5                | Франческа Ск'явоне  | Ніколь Вайдішова Світлана Кузнецова | Кім Клейстерс Даніела Гантухова Надія Петрова Ана Іванович               |
| 9 січня            | Medibank International Сідней, Австралія                   | II кат.       | Мораріу / Стаббс 6-3, 5-7, 6-2           | Паскуаль / Суарес   | Ніколь Вайдішова Світлана Кузнецова | Кім Клейстерс Даніела Гантухова Надія Петрова Ана Іванович               |
| 9 січня            | Richard Luton Properties International Канберра, Австралія | IV кат.       | Анабель Медіна Гаррігес 6-3, 7-6(3)      | Йонг Донг Шо        | Шахар Пеєр Каталіна Кастаньо        | Катерина Бичкова Аіко Накамура Юлія Шруфф Мелінда Цінк                   |
| 9 січня            | Richard Luton Properties International Канберра, Австралія | IV кат.       | Домаховська / Вінчі 7-6(5), 6-3          | Куррант / Декмейєре | Шахар Пеєр Каталіна Кастаньо        | Катерина Бичкова Аіко Накамура Юлія Шруфф Мелінда Цінк                   |
| 9 січня            | Moorilla Hobart International Гобарт, Австралія            | IV кат.       | Міхаелла Крайчек 6-2, 6-1                | Івета Бенешова      | Єлена Костанич Мара Сантанжело      | Альона Бондаренко Лаура Гранвіль Емі Фрайзер Джил Крайбас                |
| 9 січня            | Moorilla Hobart International Гобарт, Австралія            | IV кат.       | Луа / Пратт 6-2, 6-1                     | Крайбас / Костанич  | Єлена Костанич Мара Сантанжело      | Альона Бондаренко Лаура Гранвіль Емі Фрайзер Джил Крайбас                |
| 16 січня (2 тижні) | Australian Open Мельбурн, Австралія                        | Великий шолом | Амелі Моресмо 6-1, 2-0 ret.              | Жустін Енен         | Марія Шарапова Кім Клейстерс        | Ліндсі Девенпорт Надія Петрова Патті Шнідер Мартіна Хінгіс               |
| 16 січня (2 тижні) | Australian Open Мельбурн, Австралія                        | Великий шолом | Янь Цзи / Чжен Цзє 2-6, 7-6(7), 6-3      | Реймонд / Стосур    | Марія Шарапова Кім Клейстерс        | Ліндсі Девенпорт Надія Петрова Патті Шнідер Мартіна Хінгіс               |
| 16 січня (2 тижні) | Australian Open Мельбурн, Австралія                        | Великий шолом | Mixed Doubles: Бхупаті / Хінгіс 6-3, 6-3 | Нестор / Лиховцева  | Марія Шарапова Кім Клейстерс        | Ліндсі Девенпорт Надія Петрова Патті Шнідер Мартіна Хінгіс               |
| 30 січня           | Toray Pan Pacific Open Токіо, Японія                       | I кат.        | Олена Дементьєва 6-2, 6-0                | Мартіна Хінгіс      | Марія Шарапова Анастасія Мискіна    | Саманта Стосур Марія Кириленко Олена Лиховцева Ніколь Вайдішова          |
| 30 січня           | Toray Pan Pacific Open Токіо, Японія                       | I кат.        | Реймонд / Стосур 6-2, 6-1                | Блек / Стаббс       | Марія Шарапова Анастасія Мискіна    | Саманта Стосур Марія Кириленко Олена Лиховцева Ніколь Вайдішова          |

## Лютий
| Тиждень   | Турнір                                     | Кат.     | Переможець                        | Фіналіст            | Півфіналісти                           | Чвертьфіналісти                                                          |
| --------- | ------------------------------------------ | -------- | --------------------------------- | ------------------- | -------------------------------------- | ------------------------------------------------------------------------ |
| 6 лютого  | Open Gaz de France Париж, Франція          | II кат.  | Амелі Моресмо 6-1, 7-6(2)         | Марі П'єрс          | Тетяна Головін Патті Шнідер            | Дінара Сафіна Надія Петрова Олена Дементьєва Емілі Луа                   |
| 6 лютого  | Open Gaz de France Париж, Франція          | II кат.  | Луа / Пешке 7-6(5), 6-4           | Блек / Стаббс       | Тетяна Головін Патті Шнідер            | Дінара Сафіна Надія Петрова Олена Дементьєва Емілі Луа                   |
| 6 лютого  | Pattaya Women's Open Паттая, Таїланд       | IV кат.  | Шахар Пеєр 6-3, 6-1               | Єлена Костанич      | Сібіль Баммер Нуря Ллагостер Вівес     | Мелінда Цінк Лурдес Домінгес Ліно Каталіна Кастаньо Емма Лейн            |
| 6 лютого  | Pattaya Women's Open Паттая, Таїланд       | IV кат.  | Тінг / Сун 3-6, 6-1, 7-6(5)       | Янь Цзи / Чжен Цзє  | Сібіль Баммер Нуря Ллагостер Вівес     | Мелінда Цінк Лурдес Домінгес Ліно Каталіна Кастаньо Емма Лейн            |
| 13 лютого | Proximus Diamond Games Антверпен, Бельгія  | II кат.  | Амелі Моресмо 3-6, 6-3, 6-3       | Кім Клейстерс       | Олена Дементьєва Надія Петрова         | Дінара Сафіна Елені Даніліду Ольга Савчук Патті Шнідер                   |
| 13 лютого | Proximus Diamond Games Антверпен, Бельгія  | II кат.  | Сафіна / Среботнік 6-2, 6-1       | Фортес / Крайчек    | Олена Дементьєва Надія Петрова         | Дінара Сафіна Елені Даніліду Ольга Савчук Патті Шнідер                   |
| 13 лютого | Bangalore Open Бангалор, Індія             | III кат. | Мара Сантанжело 3-6, 7-6(5), 6-3  | Єлена Костаніч      | Ваня Кінг Мелінда Цінк                 | Каміль Пін Федак Юліана Леонідівна Альона Бондаренко Марія-Елена Камерін |
| 13 лютого | Bangalore Open Бангалор, Індія             | III кат. | Хубер / Мірза 6-3, 6-3            | Родіонова / Весніна | Ваня Кінг Мелінда Цінк                 | Каміль Пін Федак Юліана Леонідівна Альона Бондаренко Марія-Елена Камерін |
| 20 лютого | Dubai Duty Free Women's Open Дубаї, ОАЕ    | II кат.  | Жустін Енен 7-5, 6-2              | Марія Шарапова      | Світлана Кузнецова Ліндсі Девенпорт    | Амелі Моресмо Франческа Ск'явоне Мартіна Хінгіс Марія Кириленко          |
| 20 лютого | Dubai Duty Free Women's Open Дубаї, ОАЕ    | II кат.  | Пешке / Ск'явоне 3-6, 7-6(1), 6-3 | Кузнецова / Петрова | Світлана Кузнецова Ліндсі Девенпорт    | Амелі Моресмо Франческа Ск'явоне Мартіна Хінгіс Марія Кириленко          |
| 20 лютого | Cellular South Cup Мемфіс, США             | III кат. | Софія Арвідсон 6-2, 2-6, 6-3      | Марта Домаховська   | Джил Крайбас Емі Фрайзер               | Ліля Остерло Лаура Гранвіль Каролін Возняцкі Шенай Пері                  |
| 20 лютого | Cellular South Cup Мемфіс, США             | III кат. | Реймонд / Стосур 7-6(2), 6-3      | Азаренка / Вознякі  | Джил Крайбас Емі Фрайзер               | Ліля Остерло Лаура Гранвіль Каролін Возняцкі Шенай Пері                  |
| 20 лютого | Copa Colsanitas Богота, Колумбія           | III кат. | Лоурдес Домінгес 7-6(3), 6-4      | Флавія Пеннетта     | Марія Санчес-Лоренсо Людміла Керванова | Бетані Маттек Каталіна Кастаньо Емілі Луа Хісела Дулко                   |
| 20 лютого | Copa Colsanitas Богота, Колумбія           | III кат. | Дулко / Пеннетта 7-6(1), 6-1      | Шавай / Воор        | Марія Санчес-Лоренсо Людміла Керванова | Бетані Маттек Каталіна Кастаньо Емілі Луа Хісела Дулко                   |
| 27 лютого | Qatar Total Open Доха, Катар               | II кат.  | Надія Петрова 6-3, 7-5            | Амелі Моресмо       | Мартіна Хінгіс Аі Сугіяма              | Роберта Вінчі Світлана Кузнецова Юлія Шруфф Лі На                        |
| 27 лютого | Qatar Total Open Доха, Катар               | II кат.  | Ґантухова / Сугіяма 6-4, 6-4      | Лі На / Сун         | Мартіна Хінгіс Аі Сугіяма              | Роберта Вінчі Світлана Кузнецова Юлія Шруфф Лі На                        |
| 27 лютого | Abierto Mexicano Telcel Акапулько, Мексика | III кат. | Ана-Лена Гронефілд 6-1, 4-6, 6-2  | Флавія Пеннетта     | Марет Ані Емілі Луа                    | Марія Жозе Мартінес Лаура Поус Тіо Наталія Гуссоні Меган Шоннесі         |
| 27 лютого | Abierto Mexicano Telcel Акапулько, Мексика | III кат. | Гронефілд / Шоннесі 6-1, 6-3      | Асагое / Емілі Луа  | Марет Ані Емілі Луа                    | Марія Жозе Мартінес Лаура Поус Тіо Наталія Гуссоні Меган Шоннесі         |

## Березень
| Тиждень    | Турнір                              | Кат.   | Переможець                  | Фіналіст            | Півфіналісти                 | Чвертьфіналісти                                            |
| ---------- | ----------------------------------- | ------ | --------------------------- | ------------------- | ---------------------------- | ---------------------------------------------------------- |
| 6 березня  | Pacific Life Open Індіан-Веллс, США | I кат. | Марія Шарапова 6-1, 6-2     | Олена Дементьєва    | Жустін Енен Мартіна Хінгіс   | Хісела Дулко Ана Іванович Ана-Лена Гронефілд Дінара Сафіна |
| 6 березня  | Pacific Life Open Індіан-Веллс, США | I кат. | Реймонд / Стосур 6-2, 7-5   | Паскуаль / Шоннесі  | Жустін Енен Мартіна Хінгіс   | Хісела Дулко Ана Іванович Ана-Лена Гронефілд Дінара Сафіна |
| 20 березня | NASDAQ-100 Open Маямі, США          | I кат. | Світлана Кузнецова 6-4, 6-3 | Марія Шарапова      | Амелі Моресмо Тетяна Головін | Надія Петрова Аї Сугіяма Анастасія Мискіна Чжен Цзє        |
| 20 березня | NASDAQ-100 Open Маямі, США          | I кат. | Реймонд / Стосур 6-4, 7-5   | Хубер / Навратілова | Амелі Моресмо Тетяна Головін | Надія Петрова Аї Сугіяма Анастасія Мискіна Чжен Цзє        |

## Квітень
| Тиждень   | Турнір                                         | Кат.    | Переможець                     | Фіналіст           | Півфіналісти                      | Чвертьфіналісти                                                      |
| --------- | ---------------------------------------------- | ------- | ------------------------------ | ------------------ | --------------------------------- | -------------------------------------------------------------------- |
| 3 квітня  | Bausch & Lomb Championships Амелія Ісланд, США | II кат. | Надія Петрова 6-4, 6-4         | Франческа Ск'явоне | Луціє Шафарова Світлана Кузнецова | Вірхінія Руано Паскуаль Джил Крайбас Ана-Лена Гронефілд Патті Шнідер |
| 3 квітня  | Bausch & Lomb Championships Амелія Ісланд, США | II кат. | Асагое / Среботнік 6-2, 6-4    | Хубер / Мірза      | Луціє Шафарова Світлана Кузнецова | Вірхінія Руано Паскуаль Джил Крайбас Ана-Лена Гронефілд Патті Шнідер |
| 10 квітня | Family Circle Cup Чарльстон, США               | I кат.  | Надія Петрова 6-3, 4-6, 6-1    | Патті Шнідер       | Жустін Енен Ана-Лена Гронефілд    | Дінара Сафіна Наталі Деші Світлана Кузнецова Каталіна Кастаньо       |
| 10 квітня | Family Circle Cup Чарльстон, США               | I кат.  | Реймонд / Стосур 3-6, 6-1, 6-1 | Паскуаль / Шоннесі | Жустін Енен Ана-Лена Гронефілд    | Дінара Сафіна Наталі Деші Світлана Кузнецова Каталіна Кастаньо       |

## Травень
| Тиждень   | Турнір                                          | Кат.          | Переможець                        | Фіналіст             | Півфіналісти                          | Чвертьфіналісти                                                      |
| --------- | ----------------------------------------------- | ------------- | --------------------------------- | -------------------- | ------------------------------------- | -------------------------------------------------------------------- |
| 1 травня  | J&S Cup Варшава, Польща                         | II кат.       | Кім Клейстерс 7-5, 6-2            | Світлана Кузнецова   | Олена Дементьєва Анна Чакветадзе      | Франческа Ск'явоне Агнешка Радванська Вінус Вільямс Ана Іванович     |
| 1 травня  | J&S Cup Варшава, Польща                         | II кат.       | Лиховцева / Мискіна 6-3, 6-4      | Гаррігес / Среботнік | Олена Дементьєва Анна Чакветадзе      | Франческа Ск'явоне Агнешка Радванська Вінус Вільямс Ана Іванович     |
| 1 травня  | Estoril Open Ешторіл, Португалія                | IV кат.       | Чжен Цзє 6-7(5), 7-5 знялася      | Лі На                | Флавія Пеннетта Емілі Луа             | Елені Даніліду Зюзана Ондрашкова Лурдес Домінгес Ліно Хісела Дулко   |
| 1 травня  | Estoril Open Ешторіл, Португалія                | IV кат.       | Лі На / Сун 6-2, 6-2              | Дулко / Лоренсо      | Флавія Пеннетта Емілі Луа             | Елені Даніліду Зюзана Ондрашкова Лурдес Домінгес Ліно Хісела Дулко   |
| 8 травня  | Qatar Telecom German Open Берлін, Німеччина     | I кат.        | Надія Петрова 4-6, 6-4, 7-5       | Жустін Енен          | Амелі Моресмо Лі На                   | Мартіна Хінгіс Світлана Кузнецова Патті Шнідер Дінара Сафіна         |
| 8 травня  | Qatar Telecom German Open Берлін, Німеччина     | I кат.        | Янь Цзи / Чжен Цзє 6-2, 6-3       | Дементьєва / Пеннета | Амелі Моресмо Лі На                   | Мартіна Хінгіс Світлана Кузнецова Патті Шнідер Дінара Сафіна         |
| 8 травня  | ECM Prague Open Прага, Чехія                    | IV кат.       | Шахар Пеєр 4-6, 6-2, 6-1          | Саманта Стосур       | Кая Канепі Peng Shuai                 | Марія-Елена Камерін Альона Бондаренко Емілі Луа Магдалена Рибарикова |
| 8 травня  | ECM Prague Open Прага, Чехія                    | IV кат.       | Бартолі / Пеєр 6-4, 6-4           | Харкероуд / Маттек   | Кая Канепі Peng Shuai                 | Марія-Елена Камерін Альона Бондаренко Емілі Луа Магдалена Рибарикова |
| 15 травня | Telecom Italia Masters Рим, Італія              | I кат.        | Мартіна Хінгіс 6-2, 7-5           | Дінара Сафіна        | Вінус Вільямс Світлана Кузнецова      | Флавія Пеннетта Єлена Янкович Роміна Опранді Олена Дементьєва        |
| 15 травня | Telecom Italia Masters Рим, Італія              | I кат.        | Гантухова / Сугіяма 3-6, 6-3, 6-1 | Пешке / Ск'явоне     | Вінус Вільямс Світлана Кузнецова      | Флавія Пеннетта Єлена Янкович Роміна Опранді Олена Дементьєва        |
| 15 травня | GP SAR La Princess Lalla Meryem Рабат, Марокко  | IV кат.       | Мег Шоннесі 6-2, 3-6, 6-3         | Мартіна Суха         | Янь Цзи Альона Бондаренко             | Мелінда Цінк Емілі Луа Гана Шромова Анне Кремер                      |
| 15 травня | GP SAR La Princess Lalla Meryem Рабат, Марокко  | IV кат.       | Янь Цзи / Чжен Цзє 6-1, 6-3       | Харкероуд / Маттек   | Янь Цзи Альона Бондаренко             | Мелінда Цінк Емілі Луа Гана Шромова Анне Кремер                      |
| 22 травня | Internationaux de Strasbourg Страсбург, Франція | III кат.      | Ніколь Вайдішова 7-6(7), 6-3      | Пен Шуай             | Єлена Янкович Анабель Медіна Гаррігес | Мартіна Мюллер Олена Весніна Лі Na Чжен Цзє                          |
| 22 травня | Internationaux de Strasbourg Страсбург, Франція | III кат.      | Хубер / Наврвтілова 6-2, 7-6(1)   | Мюллер / Ванк        | Єлена Янкович Анабель Медіна Гаррігес | Мартіна Мюллер Олена Весніна Лі Na Чжен Цзє                          |
| 22 травня | Istanbul Cup Стамбул, Туреччина                 | III кат.      | Шахар П'єр 1-6, 6-3, 7-6(3)       | Анастасія Мискіна    | Міхаелла Крайчек Ана-Лена Гронефілд   | Каталіна Кастаньо Анастасія Якімова Мара Сантанжело Кароліна Шпрем   |
| 22 травня | Istanbul Cup Стамбул, Туреччина                 | III кат.      | А. Бондаренко / Якімова 6-2, 6-4  | Мірза / Молік        | Міхаелла Крайчек Ана-Лена Гронефілд   | Каталіна Кастаньо Анастасія Якімова Мара Сантанжело Кароліна Шпрем   |
| 29 травня | French Open Париж, France                       | Великий шолом | Жустін Енен 6-4, 6-4              | Світлана Кузнецова   | Ніколь Вайдішова Кім Клейстерс        | Вінус Вільямс Дінара Сафіна Ана-Лена Гронефілд Мартіна Хінгіс        |
| 29 травня | French Open Париж, France                       | Великий шолом | Реймонд / Стосур 6-3, 6-2         | Ґантухова / Сугіяма  | Ніколь Вайдішова Кім Клейстерс        | Вінус Вільямс Дінара Сафіна Ана-Лена Гронефілд Мартіна Хінгіс        |
| 29 травня | French Open Париж, France                       | Великий шолом | Зімоніч / Среботнік 6-3, 6-4      | Нестор / Ліховцева   | Ніколь Вайдішова Кім Клейстерс        | Вінус Вільямс Дінара Сафіна Ана-Лена Гронефілд Мартіна Хінгіс        |

## Червень
| Тиждень   | Турнір                                                       | Кат.          | Переможець                      | Фіналіст             | Півфіналісти                     | Чвертьфіналісти                                                    |
| --------- | ------------------------------------------------------------ | ------------- | ------------------------------- | -------------------- | -------------------------------- | ------------------------------------------------------------------ |
| 12 червня | DFS Classic Бірмінгем, Велика Британія                       | III кат.      | Віра Звонарьова 7-6(12), 7-6(5) | Джемі Джексон        | Марія Шарапова Мейлін Ту         | Мара Сантанжело Олена Лиховцева Маріон Бартолі Франческа Ск'явоне  |
| 12 червня | DFS Classic Бірмінгем, Велика Британія                       | III кат.      | Янкович / Лі 6-2, 6-4           | Крайбас / Хубер      | Марія Шарапова Мейлін Ту         | Мара Сантанжело Олена Лиховцева Маріон Бартолі Франческа Ск'явоне  |
| 19 червня | The Hastings Direct Intl Cham'ships Істбурн, Велика Британія | II кат.       | Жустін Енен 4-6, 6-1, 7-6(5)    | Анастасія Мискіна    | Світлана Кузнецова Кім Клейстерс | Наталі Деші Ана-Лена Гренефельд Олена Лиховцева Франческа Ск'явоне |
| 19 червня | The Hastings Direct Intl Cham'ships Істбурн, Велика Британія | II кат.       | Кузнецова / Mauresmo 6-2, 6-4   | Хубер / Навратілова  | Світлана Кузнецова Кім Клейстерс | Наталі Деші Ана-Лена Гренефельд Олена Лиховцева Франческа Ск'явоне |
| 19 червня | Ordina Open 'с-Хертогенбош, Нідерланди                       | III кат.      | Міхаелла Крайчек 6-3, 6-4       | Дінара Сафіна        | Олена Дементьєва Елені Даніліду  | Ана Іванович Єлена Янкович Паола Суарес Бренда Шульц-МакКарті      |
| 19 червня | Ordina Open 'с-Хертогенбош, Нідерланди                       | III кат.      | Ян / Дженг 3-6, 6-2, 6-2        | Іванович / Кириленко | Олена Дементьєва Елені Даніліду  | Ана Іванович Єлена Янкович Паола Суарес Бренда Шульц-МакКарті      |
| 26 червня | Вімблдонський турнір Вімблдон, Лондон, Велика Британія       | Великий шолом | Амелі Моресмо 2-6, 6-3, 6-4     | Жустін Енен          | Марія Шарапова Кім Клейстерс     | Анастасія Мискіна Олена Дементьєва Северін Бремонд Лі Na           |
| 26 червня | Вімблдонський турнір Вімблдон, Лондон, Велика Британія       | Великий шолом | Ян / Дженг 6-3, 3-6, 6-2        | Паскуаль / Суарес    | Марія Шарапова Кім Клейстерс     | Анастасія Мискіна Олена Дементьєва Северін Бремонд Лі Na           |
| 26 червня | Вімблдонський турнір Вімблдон, Лондон, Велика Британія       | Великий шолом | Рам / Звонарьова 6-3, 6-2       | Браян / В. Вільямс   | Марія Шарапова Кім Клейстерс     | Анастасія Мискіна Олена Дементьєва Северін Бремонд Лі Na           |

## Липень
| Тиждень  | Турнір                                              | Кат.     | Переможець                       | Фіналіст            | Півфіналісти                    | Чвертьфіналісти                                                |
| -------- | --------------------------------------------------- | -------- | -------------------------------- | ------------------- | ------------------------------- | -------------------------------------------------------------- |
| 17 липня | W&S Financial Group Women's Open Цинциннаті, США    | III кат. | Віра Звонарьова 6-2, 6-4         | Катарина Среботнік  | Патті Шнідер Серена Вільямс     | Саня Мірза Маріон Бартолі Єлена Янкович Емі Фрайзер            |
| 17 липня | W&S Financial Group Women's Open Цинциннаті, США    | III кат. | Камерін / Дулко 6-4, 3-6, 6-2    | Домаховская / Мірза | Патті Шнідер Серена Вільямс     | Саня Мірза Маріон Бартолі Єлена Янкович Емі Фрайзер            |
| 17 липня | Internazionali Femminili di Palermo Палермо, Італія | IV кат.  | Анабель Медіна Гаррігус 6-4, 6-4 | Татіана Гарбін      | Роберта Вінчі Луціє Шафарова    | Юлія Шруфф Араван Резаї Марія Жозе Мартінес Карін Кнапп        |
| 17 липня | Internazionali Femminili di Palermo Палермо, Італія | IV кат.  | Хусарова / Крайчек 6-0, 6-0      | канепа / Габба      | Роберта Вінчі Луціє Шафарова    | Юлія Шруфф Араван Резаї Марія Жозе Мартінес Карін Кнапп        |
| 24 липня | Bank of the West Classic Стенфорд, США              | II кат.  | Кім Клейстерс 6-4, 6-2           | Патті Шнідер        | Ніколь Вайдішова Тетяна Головін | Віра Звонарьова Саманта Стосур Ана-Лена Гронефілд Джил Крайбас |
| 24 липня | Bank of the West Classic Стенфорд, США              | II кат.  | Гронефільд / П'єр 6-1, 6-4       | Камерін / Дулко     | Ніколь Вайдішова Тетяна Головін | Віра Звонарьова Саманта Стосур Ана-Лена Гронефілд Джил Крайбас |
| 24 липня | Budapest Grand Prix Будапешт, Угорщина              | IV кат.  | Ана Смашнова 6-1, 6-3            | Лоурдес Домінгес    | Мартіна Мюллер Міхаелла Крайчек | Каталіна Кастаньо Ева Бірнерова Роміна Опранді Сара Еррані     |
| 24 липня | Budapest Grand Prix Будапешт, Угорщина              | IV кат.  | Хусарова / Крайчек 4-6, 6-4, 6-4 | Храдека / Ворачова  | Мартіна Мюллер Міхаелла Крайчек | Каталіна Кастаньо Ева Бірнерова Роміна Опранді Сара Еррані     |
| 31 липня | Acura Classic Сан-Дієґо, США                        | I кат.   | Марія Шарапова 7-5, 7-5          | Кім Клейстерс       | Ніколь Вайдішова Патті Шнідер   | Мартіна Хінгіс Анна Чакветадзе Олена Дементьєва Марі П'єрс     |
| 31 липня | Acura Classic Сан-Дієґо, США                        | I кат.   | Блек / Стаббс 6-2, 6-2           | Гронефілд / Шоннесі | Ніколь Вайдішова Патті Шнідер   | Мартіна Хінгіс Анна Чакветадзе Олена Дементьєва Марі П'єрс     |

## Серпень
| Тиждень   | Турнір                                      | Кат.          | Переможець                          | Фіналіст            | Півфіналісти                             | Чвертьфіналісти                                                |
| --------- | ------------------------------------------- | ------------- | ----------------------------------- | ------------------- | ---------------------------------------- | -------------------------------------------------------------- |
| 7 серпня  | JPMorgan Chase Open Лос-Анджелес, США       | II кат.       | Олена Дементьєва 6-3, 4-6, 6-4      | Єлена Янкович       | Марія Шарапова Серена Вільямс            | Дінара Сафіна Бетані Маттек Ана Іванович Меган Шоннесі         |
| 7 серпня  | JPMorgan Chase Open Лос-Анджелес, США       | II кат.       | Паскуаль / Суарес 6-3, 6-4          | Гантухова / Сугіяма | Марія Шарапова Серена Вільямс            | Дінара Сафіна Бетані Маттек Ана Іванович Меган Шоннесі         |
| 7 серпня  | Nordea Nordic Light Open Стокгольм, Швеція  | IV кат.       | Дженг Джі 6-4, 6-1                  | Анастасія Мискіна   | Софія Арвідсон Тсветана Піронкова        | Мартіна Суха Ева Бірнерова Каролін Возняцкі Лі Na              |
| 7 серпня  | Nordea Nordic Light Open Стокгольм, Швеція  | IV кат.       | Бірнерова / Гайдошова 0-6, 6-4, 6-2 | Ян / Дженг          | Софія Арвідсон Тсветана Піронкова        | Мартіна Суха Ева Бірнерова Каролін Возняцкі Лі Na              |
| 14 серпня | Rogers Cup Монтреаль, Канада                | I кат.        | Ана Іванович 6-2, 6-3               | Мартіна Хінгіс      | Дінара Сафіна Анна Чакветадзе            | Катарина Среботнік Ніколь Пратт Світлана Кузнецова Шахар П'єр  |
| 14 серпня | Rogers Cup Монтреаль, Канада                | I кат.        | Навратілова / Петрова 6-1, 6-2      | Блек / Гронефільд   | Дінара Сафіна Анна Чакветадзе            | Катарина Среботнік Ніколь Пратт Світлана Кузнецова Шахар П'єр  |
| 21 серпня | Pilot Pen Tennis Нью-Гейвен, США            | II кат.       | Жустін Енен 6-0, 1-0 ret.           | Ліндсі Девенпорт    | Саманта Стосур Світлана Кузнецова        | Амелі Моресмо Маріон Бартолі Олена Дементьєва Мара Сантанжело  |
| 21 серпня | Pilot Pen Tennis Нью-Гейвен, США            | II кат.       | Ян / Дженг 6-4, 6-2                 | Реймонд / Стосур    | Саманта Стосур Світлана Кузнецова        | Амелі Моресмо Маріон Бартолі Олена Дементьєва Мара Сантанжело  |
| 21 серпня | Forest Hills Tennis Classic Форест-Хіл, США | IV кат.       | Мег Шоннесі 1-6, 6-0, 6-4           | Анна Смашнова       | Лурдес Домінгес Ліно Марія-Елена Камерін | Олена Весніна Саня Мірза Мартіна Суха Северін Бремонд          |
| 28 серпня | U.S. Open Нью-Йорк, США                     | Великий шолом | Марія Шарапова 6-4, 6-4             | Жустін Енен         | Амелі Моресмо Єлена Янкович              | Дінара Сафіна Тетяна Головін Олена Дементьєва Ліндсі Девенпорт |
| 28 серпня | U.S. Open Нью-Йорк, США                     | Великий шолом | Деші / Звонарьова 7-6(5), 7-5       | Сафіна / Среботнік  | Амелі Моресмо Єлена Янкович              | Дінара Сафіна Тетяна Головін Олена Дементьєва Ліндсі Девенпорт |
| 28 серпня | U.S. Open Нью-Йорк, США                     | Великий шолом | Браян / Наврвтілова 6-2, 6-3        | Дамм / Пешке        | Амелі Моресмо Єлена Янкович              | Дінара Сафіна Тетяна Головін Олена Дементьєва Ліндсі Девенпорт |

## Вересень
| Тиждень    | Турнір                                                 | Кат.     | Переможець                      | Фіналіст                  | Півфіналісти                           | Чвертьфіналісти                                                  |
| ---------- | ------------------------------------------------------ | -------- | ------------------------------- | ------------------------- | -------------------------------------- | ---------------------------------------------------------------- |
| 11 вересня | Wismilak International Балі, Індонезія                 | III кат. | Світлана Кузнецова 7-5, 6-2     | Маріон Бартолі            | Ліндсі Девенпорт Патті Шнідер          | Северін Бремонд Hana Šromová Ольга Пучкова Мелінда Цінк          |
| 11 вересня | Wismilak International Балі, Індонезія                 | III кат. | Davenport / Мораріу 6-3, 6-4    | Grandin / Musgrave        | Ліндсі Девенпорт Патті Шнідер          | Северін Бремонд Hana Šromová Ольга Пучкова Мелінда Цінк          |
| 18 вересня | China Open Пекін, Китай                                | II кат.  | Світлана Кузнецова 6-4, 6-0     | Амелі Моресмо             | Єлена Янкович Peng Shuai               | Ліндсі Девенпорт Надія Петрова Аї Сугіяма Лі Na                  |
| 18 вересня | China Open Пекін, Китай                                | II кат.  | Паскуаль / Суарес 6-2, 6-4      | Чакветадзе / Весніна      | Єлена Янкович Peng Shuai               | Ліндсі Девенпорт Надія Петрова Аї Сугіяма Лі Na                  |
| 18 вересня | Sunfeast Open Калькута, Індія                          | III кат. | Мартіна Хінгіс 6-0, 6-4         | Ольга Пучкова             | Саня Мірза Iroda Tulyaganova           | Тамарін Танасугарн Араван Резаї Альберта Бріянті Алла Кудрявцева |
| 18 вересня | Sunfeast Open Калькута, Індія                          | III кат. | Хубер / Mirza 6-4, 6-0          | Бейгельзимер / Федак      | Саня Мірза Iroda Tulyaganova           | Тамарін Танасугарн Араван Резаї Альберта Бріянті Алла Кудрявцева |
| 18 вересня | Banka Koper Slovenia Open Портороз, Словенія           | IV кат.  | Таміра Пашек 7-5, 6-1           | Марія-Елена Камерін       | Татіана Гарбін Еміль Ліот              | Мартіна Суха Мартіна Мюллер Андрея Клепач Яріміла Ґайдошова      |
| 18 вересня | Banka Koper Slovenia Open Портороз, Словенія           | IV кат.  | Градецька / Ворачова без гри    | Вірнерова / Луа           | Татіана Гарбін Еміль Ліот              | Мартіна Суха Мартіна Мюллер Андрея Клепач Яріміла Ґайдошова      |
| 25 вересня | Fortis Championships Luxembourg Люксембург, Люксембург | II кат.  | Альона Бондаренко 6-3, 6-2      | Франческа Ск'явоне        | Агнешка Радванська Квета Пешке         | Олена Дементьєва Патті Шнідер Дінара Сафіна Наталі Деші          |
| 25 вересня | Fortis Championships Luxembourg Люксембург, Люксембург | II кат.  | Пешке / Ск'явоне 2-6, 6-4, 6-1  | Гренефельд / Хубер        | Агнешка Радванська Квета Пешке         | Олена Дементьєва Патті Шнідер Дінара Сафіна Наталі Деші          |
| 25 вересня | Guangzhou International Women's Open Гуаньчжоу, Китай  | III кат. | Анна Чакветадзе 6-1, 6-4        | Анабель Медіна Гаррігес   | Єлена Янкович Тзіпора Обзілер          | Алісія Молік Ольга Пучкова Чень ЯньЧон Лі Na                     |
| 25 вересня | Guangzhou International Women's Open Гуаньчжоу, Китай  | III кат. | Лі / Sun 6-4, 2-6, 7-5          | King / Костанич           | Єлена Янкович Тзіпора Обзілер          | Алісія Молік Ольга Пучкова Чень ЯньЧон Лі Na                     |
| 25 вересня | Hansol Korea Open Tennis Championships Сеул, П. Корея  | IV кат.  | Елені Даніліду 6-3, 2-6, 7-6(3) | Аї Сугіяма                | Вірхінія Руано Паскуаль Маріон Бартолі | Саня Мірза Паола Суарес Акіко Морігамі Віра Звонарьова           |
| 25 вересня | Hansol Korea Open Tennis Championships Сеул, П. Корея  | IV кат.  | Паскуаль / Суарес 6-2, 6-3      | Чуан Чіачуан / Діас Оліва | Вірхінія Руано Паскуаль Маріон Бартолі | Саня Мірза Паола Суарес Акіко Морігамі Віра Звонарьова           |

## Жовтень
| Тиждень   | Турнір                                        | Кат.     | Переможець                        | Фіналіст                    | Півфіналісти                          | Чвертьфіналісти                                                        |
| --------- | --------------------------------------------- | -------- | --------------------------------- | --------------------------- | ------------------------------------- | ---------------------------------------------------------------------- |
| 2 жовтня  | Porsche Tennis Grand Prix Штутгарт, Німеччина | II кат.  | Надія Петрова 6-3, 7-6(4)         | Тетяна Головін              | Патті Шнідер Світлана Кузнецова       | Міхаелла Крайчек Олена Дементьєва Даніела Гантухова Єлена Янкович      |
| 2 жовтня  | Porsche Tennis Grand Prix Штутгарт, Німеччина | II кат.  | Реймонд / Стосур 6-3, 6-4         | Блек / Стаббс               | Патті Шнідер Світлана Кузнецова       | Міхаелла Крайчек Олена Дементьєва Даніела Гантухова Єлена Янкович      |
| 2 жовтня  | Japan Open Tennis Championships Токіо, Японія | III кат. | Маріон Бартолі 2-6, 6-2, 6-2      | Аіко Накамура               | Каміль Пін Чань Юнцзянь               | Дзюнрі Намігата Юлія Федоссова Джеймі Джексон Аї Сугіяма               |
| 2 жовтня  | Japan Open Tennis Championships Токіо, Японія | III кат. | King / Kostanić 7-6(2), 5-7, 6-2  | Чань Юнцзянь / Чуан Чіяцзюн | Каміль Пін Чань Юнцзянь               | Дзюнрі Намігата Юлія Федоссова Джеймі Джексон Аї Сугіяма               |
| 2 жовтня  | Tashkent Open Ташкент, Узбекистан             | IV кат.  | Сун Тіантіан 6-2, 6-4             | Ірода Тольяганова           | Вікторія Азаренко Ольга Пучкова       | Марія-Елена Камерін Анастасія Родіонова Саня Мірза Катерина Бондаренко |
| 2 жовтня  | Tashkent Open Ташкент, Узбекистан             | IV кат.  | Азаренко / Пучек відмова          | Камерін / Гальярді          | Вікторія Азаренко Ольга Пучкова       | Марія-Елена Камерін Анастасія Родіонова Саня Мірза Катерина Бондаренко |
| 9 жовтня  | Кубок Кремля Москва, Росія                    | I кат.   | Анна Чакветадзе 6-4, 6-4          | Надія Петрова               | Ніколь Вайдішова Олена Дементьєва     | Амелі Моресмо Віра Звонарьова Патті Шнідер Марія Шарапова              |
| 9 жовтня  | Кубок Кремля Москва, Росія                    | I кат.   | Пешке / Ск'явоне 6-4, 6-7(4), 6-1 | Бенешова / Воскобоєва       | Ніколь Вайдішова Олена Дементьєва     | Амелі Моресмо Віра Звонарьова Патті Шнідер Марія Шарапова              |
| 9 жовтня  | PTT Bangkok Open Бангкок, Таїланд             | III кат. | Ваня Кінг 2-6, 6-4, 6-4           | Тамарін Танасугарн          | Северін Бремонд Меган Шоннесі         | Сібіль Баммер Елені Даніліду Єлена Костанич Аіко Накамура              |
| 9 жовтня  | PTT Bangkok Open Бангкок, Таїланд             | III кат. | King / Kostanić 7-5, 2-6, 7-5     | Diaz-Oliva / Гранден        | Северін Бремонд Меган Шоннесі         | Сібіль Баммер Елені Даніліду Єлена Костанич Аіко Накамура              |
| 16 жовтня | Zurich Open Цюрих, Швейцарія                  | I кат.   | Марія Шарапова 6-1, 4-6, 6-3      | Даніела Гантухова           | Світлана Кузнецова Катарина Среботнік | Амелі Моресмо Мартіна Хінгіс Марія Кириленко Тімеа Бачинскі            |
| 16 жовтня | Zurich Open Цюрих, Швейцарія                  | I кат.   | Блек / Стаббс 7-5, 7-5            | Хубер / Среботнік           | Світлана Кузнецова Катарина Среботнік | Амелі Моресмо Мартіна Хінгіс Марія Кириленко Тімеа Бачинскі            |
| 23 жовтня | Generali Ladies Linz Лінц, Австрія            | II кат.  | Марія Шарапова 7-5, 6-2           | Надія Петрова               | Патті Шнідер Ніколь Вайдішова         | Ана Іванович Віра Звонарьова Єлена Янкович Саманта Стосур              |
| 23 жовтня | Generali Ladies Linz Лінц, Австрія            | II кат.  | Реймонд / Стосур 6-3, 6-0         | Мораріу / Среботнік         | Патті Шнідер Ніколь Вайдішова         | Ана Іванович Віра Звонарьова Єлена Янкович Саманта Стосур              |
| 30 жовтня | Bell Challenge Квебек, Канада                 | III кат. | Маріон Бартолі 6-0, 6-0           | Ольга Пучкова               | Северін Бремонд Ліля Остерло          | Єлена Янкович Мартіна Суха Александра Возняк Шенай Пері                |
| 30 жовтня | Bell Challenge Квебек, Канада                 | III кат. | Гренвілл / Галліксон 6-3, 6-4     | Крайбас / Аліна Жидкова     | Северін Бремонд Ліля Остерло          | Єлена Янкович Мартіна Суха Александра Возняк Шенай Пері                |
| 30 жовтня | Gaz de France Stars Хасельт, Бельгія          | III кат. | Кім Клейстерс 6-3, 3-6, 6-4       | Кая Канепі                  | Віра Звонарьова Міхаелла Крайчек      | Сандра Клосель Араван Резаї Ана Іванович Франческа Ск'явоне            |
| 30 жовтня | Gaz de France Stars Хасельт, Бельгія          | III кат. | Реймонд / Стосур 6-2, 6-3         | Даніліду / Воор             | Віра Звонарьова Міхаелла Крайчек      | Сандра Клосель Араван Резаї Ана Іванович Франческа Ск'явоне            |

## Листопад
| Тиждень     | Турнір                                      | Кат.                           | Переможець           | Фіналіст      | Півфіналісти                 | Чвертьфіналісти                                                  |
| ----------- | ------------------------------------------- | ------------------------------ | -------------------- | ------------- | ---------------------------- | ---------------------------------------------------------------- |
| 6 листопада | 2006 WTA Tour Championships Мадрид, Іспанія |                                | Жустін Енен 6-4, 6-3 | Амелі Моресмо | Кім Клейстерс Марія Шарапова | Мартіна Хінгіс Надія Петрова Світлана Кузнецова Олена Дементьєва |
| 6 листопада | 2006 WTA Tour Championships Мадрид, Іспанія | Реймонд / Стосур 3-6, 6-3, 6-3 | Блек / Стаббс        |               | Кім Клейстерс Марія Шарапова | Мартіна Хінгіс Надія Петрова Світлана Кузнецова Олена Дементьєва |

## Статистика
Список тенісисток які перемагали на турнірах:
- Жустін Енен – Sydney, Dubai, French Open, Eastbourne, New Haven, Турніри WTA Tour (6)
- Надія Петрова – Doha, Amelia Island, Charleston, Berlin, Stuttgart (5)
- Марія Шарапова – Indian Wells, San Diego, U.S. Open, Zurich, Linz (5)
- Амелі Моресмо – Australian Open, Paris, Antwerp, Wimbledon (4)
- Маріон Бартолі – Auckland, Tokyo, Quebec City (3)
- Кім Клейстерс – Warsaw, Stanford, Hasselt (3)
- Світлана Кузнецова – Miami, Bali, Beijing (3)
- Шахар Пеєр – Pattaya City, Prague, Istanbul (3)
- Анна Чакветадзе – Guangzhou, Moscow (2)
- Олена Дементьєва – Tokyo, Los Angeles (2)
- Мартіна Хінгіс – Rome, Kolkata (2)
- Міхаелла Крайчек – Hobart, 's-Hertogenbosch (2)
- Анабель Медіна Гаррігес – Canberra, Palermo (2)
- Меган Шонессі – Rabat, Forest Hills (2)
- Чжен Цзє – Estoril, Stockholm (2)
- Віра Звонарьова – Birmingham, Cincinnati (2)
- Софія Арвідссон – Memphis (1)
- Альона Бондаренко – Люксембург (1)
- Елені Даніліду – Seoul (1)
- Лурдес Домінгес Ліно – Bogotá (1)
- Анна-Лена Гренефельд – Acapulco (1)
- Ана Іванович – Montréal (1)
- Ваня Кінг – Bangkok (1)
- Таміра Пашек – Portorož (1)
- Луціє Шафарова – Gold Coast (1)
- Мара Сантанджело – Bangalore (1)
- Анна Смашнова – Budapest (1)
- Сунь Тяньтянь – Tashkent (1)
- Ніколь Вайдішова – Strasbourg (1)

Тенісистки які здобули перший титул:
- Маріон Бартолі – Auckland
- Шахар Пеєр – Pattaya City
- Мара Сантанджело – Bangalore
- Софія Арвідссон – Memphis
- Лурдес Домінгес Ліно – Bogotá
- Анна-Лена Гренефельд – Acapulco
- Таміра Пашек – Portorož
- Альона Бондаренко – Люксембург
- Анна Чакветадзе – Guangzhou
- Сунь Тяньтянь – Tashkent
- Ваня Кінг – Bangkok

Титули за країнами:
- Росія – 18 (Tokyo, Indian Wells, Miami, Amelia Island, Charleston, Berlin, Birmingham, Cincinnati, San Diego, Los Angeles, U.S. Open, Bali, Beijing, Guangzhou, Stuttgart, Moscow, Zurich, Linz)
- Бельгія – 9 (Sydney, Dubai, Warsaw, French Open, Eastbourne, Stanford, New Haven, Hasselt, Турніри WTA Tour)
- Франція – 7 (Auckland, Australian Open, Paris, Antwerp, Wimbledon, Tokyo, Quebec City)
- Ізраїль – 4 (Pattaya City, Prague, Istanbul, Budapest)
- КНР – 3 (Estoril, Stockholm, Tashkent)
- Іспанія – 3 (Canberra, Bogotá, Palermo)
- США – 3 (Rabat, Forest Hills, Bangkok)
- Чехія – 2 (Gold Coast, Strasbourg)
- Нідерланди – 2 (Hobart, 's-Hertogenbosch)
- Швейцарія – 2 (Rome, Kolkata)
- Австрія – 1 (Portorož)
- Німеччина – 1 (Acapulco)
- Греція – 1 (Seoul)
- Італія – 1 (Bangalore)
- Сербія – 1 (Montréal)
- Швеція – 1 (Memphis)
- Україна – 1 (Люксембург)

## Рейтинги
Рейтинг на кінець року:
| Одиночний розряд | Одиночний розряд           | Одиночний розряд | Одиночний розряд | Одиночний розряд |
| ---------------- | -------------------------- | ---------------- | ---------------- | ---------------- |
| Ранг             | Тенісистка                 | Пункти           | 2005             | Зміна            |
| 1                | Жустін Енен (BEL)          | 3,998            | 6                | +5               |
| 2                | Марія Шарапова (RUS)       | 3,532            | 4                | +2               |
| 3                | Амелі Моресмо (FRA)        | 3,391            | 3                | =                |
| 4                | Світлана Кузнецова (RUS)   | 2,523            | 18               | +14              |
| 5                | Кім Клейстерс (BEL)        | 2,215            | 2                | -3               |
| 6                | Надія Петрова (RUS)        | 2,189            | 9                | +3               |
| 7                | Мартіна Хінгіс (SUI)       | 2,018            | NR               | N/A              |
| 8                | Олена Дементьєва (RUS)     | 1,875            | 8                | =                |
| 9                | Патті Шнідер (SUI)         | 1,578            | 7                | -2               |
| 10               | Ніколь Вайдішова (CZE)     | 1,391            | 15               | +5               |
| 11               | Дінара Сафіна (RUS)        | 1,390            | 20               | +9               |
| 12               | Єлена Янкович (SRB)        | 1,211            | 22               | +10              |
| 13               | Анна Чакветадзе (RUS)      | 1,144            | 33               | +20              |
| 14               | Ана Іванович (SRB)         | 1,053            | 16               | +2               |
| 15               | Франческа Ск'явоне (ITA)   | 1,032            | 13               | -2               |
| 16               | Анастасія Мискіна (RUS)    | 1,000            | 14               | -2               |
| 17               | Даніела Гантухова (SVK)    | 986              | 19               | +2               |
| 18               | Маріон Бартолі (FRA)       | 951              | 40               | +22              |
| 19               | Анна-Лена Гренефельд (GER) | 922              | 21               | +2               |
| 20               | Шахар Пеєр (ISR)           | 894              | 45               | +25              |

| Парний розряд | Парний розряд                 | Парний розряд | Парний розряд | Парний розряд |
| ------------- | ----------------------------- | ------------- | ------------- | ------------- |
| Ранг          | Тенісистка                    | Пункти        | 2005          | Зміна         |
| 1             | Ліза Реймонд (USA)            | 3,858         | 3             | +2            |
| 1             | Саманта Стосур (AUS)          | 3,858         | 2             | +1            |
| 3             | Чжен Цзє (CHN)                | 2,996         | 30            | +27           |
| 4             | Янь Цзи (CHN)                 | 2,996         | 31            | +27           |
| 5             | Кара Блек (ZIM)               | 2,516         | 1             | -4            |
| 6             | Ренне Стаббс (AUS)            | 2,501         | 5             | -1            |
| 7             | Катарина Среботнік (SLO)      | 2,242         | 25            | +18           |
| 8             | Квета Пешке (CZE)             | 2,193         | 16            | +8            |
| 9             | Франческа Ск'явоне (ITA)      | 2,094         | 34            | +25           |
| 10            | Вірхінія Руано Паскуаль (ESP) | 2,076         | 4             | -6            |
| 11            | Анна-Лена Гренефельд (GER)    | 1,799         | 11            | =             |
| 12            | Суґіяма Ай (JPN)              | 1,772         | 14            | +2            |
| 13            | Даніела Гантухова (SVK)       | 1,766         | 13            | =             |
| 14            | Паола Суарес (ARG)            | 1,742         | 17            | +3            |
| 15            | Меган Шонессі (USA)           | 1,663         | 19            | +4            |
| 16            | Дінара Сафіна (RUS)           | 1,632         | 28            | +12           |
| 17            | Лізель Губер (RSA)            | 1,593         | 6             | -11           |
| 18            | Віра Звонарьова (RUS)         | 1,524         | 10            | -8            |
| 19            | Анабель Медіна Гаррігес (ESP) | 1,315         | 20            | +1            |
| 20            | Наталі Деші (FRA)             | 1,277         | 103           | +83           |

### Одиночний розряд, лідери рейтингу
| Утримувачка            | Коли здобула      | Коли втратила     |
| ---------------------- | ----------------- | ----------------- |
| Ліндсі Девенпорт (USA) | Кінець 2005 року  | 29 січня 2006     |
| Кім Клейстерс (BEL)    | 30 січня 2006     | 19 березня 2006   |
| Амелі Моресмо (FRA)    | 20 березня 2006   | 12 листопада 2006 |
| Жустін Енен (BEL)      | 13 листопада 2006 | До кінця року     |